# Upirngivik Island
Upirngivik Island är en ö i Kanada.   Den ligger i territoriet Nunavut, i den östra delen av landet, 1 500 km norr om huvudstaden Ottawa. Arean är 2,5 kvadratkilometer.
Terrängen på Upirngivik Island är mycket platt. Öns högsta punkt är 29 meter över havet. Den sträcker sig 1,5 kilometer i nord-sydlig riktning, och 2,3 kilometer i öst-västlig riktning.
Omgivningarna runt Upirngivik Island är i huvudsak ett öppet busklandskap. Trakten runt Upirngivik Island är nära nog obefolkad, med mindre än två invånare per kvadratkilometer.